# حكومة رياض الصلح الخامسة
الحكومة اللبنانية الثامنة بعد الاستقلال والثامنة بعهد الرئيس بشارة الخوري، وهي خامس حكومة يترأسها رياض الصلح. شكلت الحكومة بموجب المرسوم رقم 12598 بتاريخ 26 تموز / يوليو 1948، ونالت الحكومة الثقة بأكثرية الأصوات وحجب الثقة 5 أعضاء. واستقالت بتاريخ 1 تشرين الأول / أكتوبر 1949.

## أعضاء الحكومة
- رياض الصلح رئيساً لمجلس الوزراء ووزيراً للعدلية.
- غبريال المر نائباً لرئيس مجلس الوزراء ووزيراً للداخلية.
- احمد الاسعد وزيراً للأشغال العامة.
- فيليب تقلا وزيراً للاقتصاد الوطني ووزيراً للبرق والبريد.
- حميد فرنجية وزيراً للتربية الوطنية ووزيراً للخارجية والمغتربين.
- مجيد أرسلان وزيراً للدفاع الوطني ووزيراً للزراعة.
- إلياس الخوري وزيراً للصحة العامة والإسعاف العام.
- حسين العويني وزيراً للمالية.

### تعديلات حكومية
بتعديل حكومي تم في 20 تموز / يوليو 1949 عين جبران نحاس نائباً لرئيس مجلس الوزراء ووزيراً للعدلية، وعين رئيس الحكومة رياض الصلح وزيراً للداخلية وذلك بعد خروج الوزير غبريال المر من الحكومة.

## وصلات خارجية
- موقع رئاسة مجلس الوزراء الرسمي